# Сборная Аргентины по хоккею с шайбой
Сборная Аргентины по хоккею с шайбой — национальная команда Аргентины по хоккею с шайбой, управляется Аргентинской федерацией хоккея на льду и инлайн-хоккея и является членом ИИХФ.

## История
Свою первую игру сборная играла в Мехико против сборной Мексики. Товарищеский матч закончился победой хозяев льда 5:1. На следующий день состоялся ответный матч. Он также был проигран, в этот раз со счетом 10:1 в пользу Мексики. Это самое крупное поражение сборной.
Аргентина принимала участие во всех четырех турнирах Панамериканского турнира по хоккею с шайбой.
На Панамериканском турнире по хоккею с шайбой 2014 года они одержали свою первую в истории победу, обыграв Бразилию со счетом 5-3. Они заняли четвертое место после поражения от Колумбии в матче за бронзовые медали со счетом 9: 1.
После разочаровывающих выступлений на турнирах 2015 и 2016 годов, в которых команда оба раза заняла почти последнее место, Аргентина получила свою первую в истории международную медаль по хоккею с шайбой на турнире 2017 года. Сборная Аргентины одержала самую крупную победу в истории турнира, обыграв Чили со счетом 26:0, а затем обыграла сборную Мексики до 23 лет 6-1 в матче за бронзовые медали.

### Кубок Америки
Хотя Кубок ЛАТАМА является единственным ежегодным соревнованием для Аргентины, он не санкционирован ИИХФ и, следовательно, не учитывается в официальных международных рекордах Аргентины.
В 2018, 2019 и 2021 годах Аргентина принимала участие в турнире LATAM Cup, организованном Международной хоккейной ассоциацией Amerigol. Из-за пандемии COVID-19 турнир 2020 года не проводился. Турнир проводится в ледовом дворце "Флорида Пантерз" в Корал-Спрингс, штат Флорида.
Аргентина выиграла у Бразилии, Венесуэлы и Мексики, а затем вышла в полуфинал в 2018 году и в четвертьфинал в 2019 и 2021 годах. В сезоне 2021 года Аргентина была выбита в двойном овертайме будущими чемпионами, Колумбией.

#### 2022 Amerigol LATAM Spring Classic
В марте 2022 года сборная Аргентины выиграла свой первый в истории чемпионат в соревнованиях национальной сборной по хоккею с шайбой на турнире Amerigol LATAM Spring Classic 2022 года в Далласе, штат Техас. Аргентина не потерпела поражений на этом турнире. На групповом этапе команда обыграла Венесуэлу (11-3), одержала свою первую в истории победу над Колумбией (8-3), победила Пуэрто-Рико (4-2) и победила Бразилию (10-6). В полуфинале Аргентина снова обыграла Венесуэлу (10-3), а затем выиграла чемпионат у Пуэрто-Рико со счетом 6-3. Победа в титуле получила широкое освещение в аргентинской прессе.

## Международные игры
| Соперник | И | П | Н | Пр | ГЗ | ГП |
| -------- | - | - | - | -- | -- | -- |
| Мексика  | 2 | 0 | 0 | 2  | 2  | 15 |

## Состав
Последнее обновление состава: 1 сентября 2022
Главный тренер:  Дикки Хайек
| #  | Имя                    | Позиция | Команда |
| -- | ---------------------- | ------- | ------- |
| 88 | Рафаэль Мартелл        | G       |         |
| 31 | Броуди Лим             | G       |         |
| XX | Копелло Аугусто        | G       |         |
| 5  | Педро Баэса            | C       |         |
| 11 | Оуэн Хайек             | C       |         |
| XX | Кевин Гарсия           | C       |         |
| XX | Бенджамин Чаббс        | C       |         |
| 39 | Nicolas Grabenheimer   | LW      |         |
| 13 | Вон Понгонис           | LW      |         |
| XX | Вега Нико              | LW      |         |
| 53 | Daniel Ioannou         | RW      |         |
| 28 | Мати Вейр              | RW      |         |
| 86 | Итан Лим               | RW      |         |
| 10 | Жерманье-Торрадо Ян    | D       |         |
| 25 | Tomas Del Gesso        | D       |         |
| 19 | Андрес Янничелли       | D       |         |
| 22 | Хуан Мандайо           | D       |         |
| 24 | Матиас Пиццини         | D       |         |
| 29 | Томас Абрате           | D       |         |
| 33 | Mariano Gonzalez Leoni | D       |         |